# École européenne de Bruxelles I
 (juin 2016).
Si vous disposez d'ouvrages ou d'articles de référence ou si vous connaissez des sites web de qualité traitant du thème abordé ici, merci de compléter l'article en donnant les références utiles à sa vérifiabilité et en les liant à la section « Notes et références ».
L’École européenne de Bruxelles I (EEB1) est située à Uccle (site principal) et Forest (site de Berkendael), communes de la région de Bruxelles-Capitale, en Belgique. Fondée en 1958, il s'agit de la deuxième « école européenne » en Europe, la première ayant été fondée à Luxembourg.
Il s'agit d'un établissement scolaire polyvalent, qui existe principalement pour dispenser une éducation aux enfants du personnel et des fonctionnaires des institutions européennes basés à Bruxelles, menant au baccalauréat européen comme diplôme de fin d'études secondaires.
Ses anciens élèves comprennent notamment la présidente de la Commission européenne, Ursula von der Leyen, et l'ancien Premier ministre du Royaume-Uni, Boris Johnson.

## Historique
La première école européenne a été fondée à Luxembourg en 1953 à l'initiative privée de fonctionnaires travaillant pour les institutions de la Communauté européenne du charbon et de l'acier (CECA), basées dans la juridiction, pour dispenser une éducation à leurs enfants dans leur langue maternelle, tout en les instruisant dans un environnement multilingue et multiculturel. (pp3, 6-7)
Le 12 avril 1957, les six États fondateurs de la CECA ont transformé l'initiative en une organisation internationale, en adoptant le statut de l'École européenne avec le Conseil des gouverneurs de l'école, composé des ministres de l'éducation des six États signataires. Le mois précédent, le 25 mars 1957, les mêmes États avaient signé les deux traités de Rome, qui ont institué la Communauté économique européenne (CEE) et la Communauté européenne de l'énergie atomique (Euratom) le 1er janvier 1958.
Lors d'une réunion des ministres des Affaires étrangères des six États fondateurs des trois communautés, réunis les 6 et 7 janvier 1958, Bruxelles et Luxembourg ont été choisis comme sièges provisoires des commissions et réunions du Conseil de la CEE et d'Euratom.
En conséquence, à la demande des autorités belges, le Conseil supérieur de l'École européenne a approuvé la création d'une école européenne à Bruxelles.
Lors de son ouverture sur le site de la rue du Trône en septembre 1958, l'école ne comptait que 26 élèves et six enseignants.(pp8–9)
En septembre 1959, l'école a déménagé sur son campus principal actuel, mis à disposition par l'État belge, dans la banlieue verdoyante d'Uccle.(pp8–9)
La demande de places scolaires a augmenté à la suite de la fusion des exécutifs et des conseils des trois Communautés européennes (CE) en 1967, la plupart de leurs départements s'étant définitivement installés à Bruxelles, avec leur personnel et leurs familles.
La première vague d'élargissement de la CE, en 1973, a également vu les mêmes États adhérer au statut de l'École européenne, afin de fournir une éducation aux enfants du personnel détaché ou embauché dans leurs pays respectifs. L'augmentation de la demande de places scolaires a conduit à la création d'une seconde école à Bruxelles en 1974. L'incorporation de la CE dans l'Union européenne en 1993 et les vagues successives d'élargissement de ses membres ont conduit à une présence accrue du personnel dans la ville. Avec l'adhésion successive de nouveaux entrants CE - puis UE - au cadre international régissant les Écoles (abrogé et remplacé en 2002 par la Convention définissant le statut des Écoles européennes, initialement signée en 1994), une troisième et une quatrième école ont été fondées à Bruxelles respectivement en 1999 et 2007.
En 2015, les conseils des gouverneurs des écoles européennes sont convenus d'utiliser l'école européenne, le site de Berkandael à Bruxelles I comme campus de débordement temporaire de l'école jusqu'à la création d'une cinquième école européenne à Bruxelles sur le site de l'ancien siège de l'OTAN initialement prévu en septembre 2019.

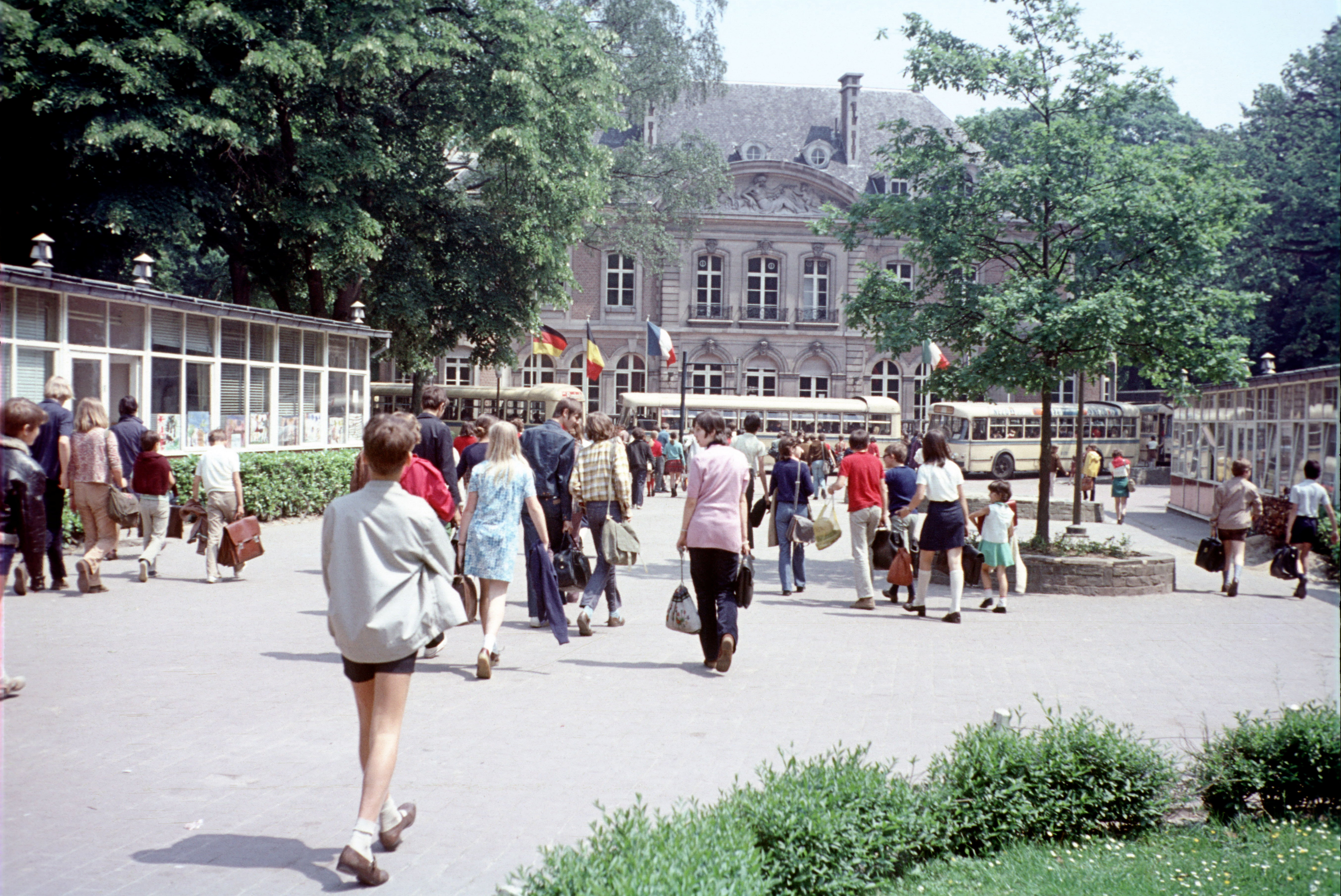
Les drapeaux des 6 États des Communautés européennes de l'époque flottent devant le bâtiment administratif de l'école en 1971.

En 2018, il est apparu que l'Autorité belge des bâtiments publics ne serait pas en mesure d'achever les travaux de la cinquième école avant septembre 2025 au plus tôt.

## Équipe de direction
- Directeur : David Tran
- Directeur adjoint chargé de l'école secondaire : Emilia Makarska
- Directrice adjointe chargée de l'école maternelle et primaire Uccle : Marla Candon
- Directeur adjoint chargé de l'école primaire (Berkendael) : Tom Claes
- Directeur adjoint chargé de la finance et de l'administration : Jan Beliën
- Assistante de direction : Carine Taillie[10]

## Enseignants renommés
- Pierre Piccinin da Prata
- Albert Peeters, ancien directeur.

## Étudiants renommés
- Chris Adami (en), scientifique et universitaire allemand.
- Dick Annegarn, auteur-compositeur néerlandais.
- Florence Aubenas, journaliste française.
- Aldo Baerten (nl), est le flûtiste principal de la Philharmonique Royale de Flandre. Il est depuis 2005 professeur au Conservatoire royal d'Anvers et donne aussi des cours aux Pays-Bas, en France, au Mexique et aux États-Unis. Il a gagné le concours Maria-Canals à Barcelone en 2001, le Concours international de Vienne en 2004, 1er Lauréat des Concours Quantz, Jeunes Talents, et a reçu les prix “Alex de Vries” et “Caecilia” de la presse musicale belge .
- Juan Becerra Acosta (es), journaliste de télévision mexicain.
- Ulrich Daldrup, ancien maire de la ville d'Aix-la-Chapelle, professeur à l'université des Sciences appliquées de Cologne et expert en coopération internationale.
- Erriquez (it) (pseudonyme de Enrico Greppi), chanteur et guitariste italien.
- Éric Éverard, entrepreneur belge.
- Karl Falkenberg (de), directeur général de la direction générale environnement à la Commission européenne en 2009.
- Giovanni Ferrero, administrateur de la société Ferrero.
- Bertrand Gachot, pilote automobile, notamment en F1
- Max Gazzè, auteur-compositeur italien.
- Florian Henckel von Donnersmarck, réalisateur et scénariste allemand.
- Boris Johnson, homme d'État britannique, ancien maire de Londres et Premier ministre du Royaume-Uni.
- Jo Johnson, parlementaire et ministre britannique.
- Antonio Loprieno, recteur de l’université de Bâle.
- Pierre Lory, directeur d’étude à l’École pratique des hautes études, section des sciences religieuses en 2012.
- Laura Marine, actrice belgo-britannique.
- Marc Oschinsky, section franco-belge, journaliste de télévision et presse écrite et auteur belge.
- Pietro Pizzuti, acteur et metteur en scène belge.
- Federico Rampini, journaliste et écrivain italien.
- Giorgio Serafini, scénariste et réalisateur italien.
- Nicola Sirkis et Stéphane Sirkis, membres du groupe français Indochine.
- Emmanuelle Somer, hautboïste de jazz franco-néerlandais.
- Ursula von der Leyen, ministre fédérale de la Famille dans le Cabinet Merkel I et ministre fédérale du Travail dans le Cabinet Merkel II,  et depuis 1er décembre 2019, présidente de la Commission européenne.
- Olivier Willocx, administrateur délégué de la Chambre de Commerce de Bruxelles en 2000 et de la Brussels Entreprises Commerce and Industry.
- Diederik Wissels, pianiste de jazz néerlandais.

## Sections linguistiques
Conformément à la philosophie et au curriculum multilingues et multiculturels des écoles européennes, les quatre écoles européennes basées à Bruxelles sont divisées en sections linguistiques, toutes les écoles devant accueillir des sections en anglais, français et allemand [3]. De plus, EEB1 comprend des sections danoise, hongroise, italienne, polonaise et espagnole.
Les sections lettone et slovaque de l'école fonctionnent actuellement jusqu'à la fin du cycle primaire,.
Les demandes d'inscription dans les quatre écoles européennes de Bruxelles sont gérées de manière centralisée, toutes les demandes pour ceux dont la langue maternelle est le danois, le hongrois, le polonais, le slovène ou le maltais sont automatiquement renvoyées à l'EEB1, ainsi que les demandes d'inscription en maternelle et en primaire cycles de la section lettone.
Les élèves inscrits dans les écoles sont généralement instruits dans la langue de leur section respective. Les étudiants doivent choisir entre l'anglais, le français ou l'allemand pour leur deuxième langue, qui devient la langue d'enseignement du programme d'histoire et de géographie à partir de la troisième année du secondaire, ainsi que le cours optionnel d'économie disponible à partir de la quatrième année. Les élèves devraient également suivre une troisième langue à l'entrée dans le cycle secondaire. Les étudiants dont la langue maternelle n'est pas couverte par une section linguistique sont inscrits dans les sections anglaise, française ou allemande et peuvent opter pour leur langue maternelle à la place des études en anglais, français ou allemand, respectivement.